# Lijst van wereldkampioenen kunstschaatsen vrouwen
De Wereldkampioenschappen kunstschaatsen worden gevormd door vier toernooien die door de Internationale Schaatsunie (ISU) worden georganiseerd. Sinds 1906 wordt het kampioenschap voor de vrouwen georganiseerd.

## Kampioenen
Eenenvijftig vrouwen werden op een van de 100 edities  een of meerdere keren wereldkampioene. Sonja Henie is absoluut recordhoudster met tien titels, op rij behaald van 1927-1936. Drie rijdsters veroverden vijfmaal de titel, Herma Szabo (1922-1926), Carol Heiss (1956-1960) en Michelle Kwan (in 1996, 1998, 2000, 2001 en 2003). Twee kunstrijdsters werden vier keer kampioen, Lily Kronberger (1908-1911) en Katarina Witt (1984-1985, 1987-1988). Het kwartet Opika von Méray Horváth, Sjoukje Dijkstra, Peggy Fleming en Mao Asada werden drie keer kampioen. Veertien vrouwen werden twee keer wereldkampioen en 27 vrouwen eenmaal.
Naast haar vijf wereldtitels bij de vrouwen werd de Oostenrijkse Herma Szabo ook tweemaal (1925, 1927 met Ludwig Wrede) wereldkampioen bij de paren.

### Nederlandse podiumplaatsen
Twee Nederlandse vrouwen eindigden op het WK kunstschaatsen op het erepodium. Sjoukje Dijkstra was de eerste en stond er vijf keer op. In 1959 werd ze derde, in 1960 tweede en in 1961, 1962 en 1963 wereldkampioene. De tweede Nederlandse was Dianne de Leeuw. In 1974 en 1976 werd ze derde, in 1975 wereldkampioene.

## Medaillewinnaars
| Jaar      | Locatie                                              | Goud                                                 | Zilver                                               | Brons                                                |
| --------- | ---------------------------------------------------- | ---------------------------------------------------- | ---------------------------------------------------- | ---------------------------------------------------- |
| 1906      | Davos                                                | Madge Syers-Cave                                     | Jenny Herz                                           | Lily Kronberger                                      |
| 1907      | Wenen                                                | Madge Syers-Cave                                     | Jenny Herz                                           | Lily Kronberger                                      |
| 1908      | Troppau                                              | Lily Kronberger                                      | Elsa Rendschmidt                                     |                                                      |
| 1909      | Boedapest                                            | Lily Kronberger                                      |                                                      |                                                      |
| 1910      | Davos                                                | Lily Kronberger                                      | Elsa Rendschmidt                                     |                                                      |
| 1911      | Wenen                                                | Lily Kronberger                                      | Opika von Méray Horváth                              | Ludowika Eilers                                      |
| 1912      | Davos                                                | Opika von Méray Horváth                              | Dorothy Greenhough-Smith                             | Phyllis Johnson                                      |
| 1913      | Stockholm                                            | Opika von Méray Horváth                              | Phyllis Johnson                                      | Svea Norén                                           |
| 1914      | Sankt Moritz                                         | Opika von Méray Horváth                              | Angela Hanka                                         | Phyllis Johnson                                      |
| 1915-1921 | Geen kampioenschappen wegens de Eerste Wereldoorlog. | Geen kampioenschappen wegens de Eerste Wereldoorlog. | Geen kampioenschappen wegens de Eerste Wereldoorlog. | Geen kampioenschappen wegens de Eerste Wereldoorlog. |
| 1922      | Davos                                                | Herma Szabo                                          | Svea Norén                                           | Margot Moe                                           |
| 1923      | Wenen                                                | Herma Szabo                                          | Gisela Reichmann                                     | Svea Norén                                           |
| 1924      | Oslo                                                 | Herma Szabo                                          | Ellen Brockhöft                                      | Beatrix Loughran                                     |
| 1925      | Davos                                                | Herma Szabo                                          | Ellen Brockhöft                                      | Elisabeth Bockel                                     |
| 1926      | Stockholm                                            | Herma Szabo                                          | Sonja Henie                                          | Kathleen Shaw                                        |
| 1927      | Oslo                                                 | Sonja Henie                                          | Herma Szabo                                          | Karen Simensen                                       |
| 1928      | Londen                                               | Sonja Henie                                          | Maribel Vinson                                       | Fritzi Burger                                        |
| 1929      | Boedapest                                            | Sonja Henie                                          | Fritzi Burger                                        | Melitta Brunner                                      |
| 1930      | New York                                             | Sonja Henie                                          | Cecil Smith                                          | Maribel Vinson                                       |
| 1931      | Berlijn                                              | Sonja Henie                                          | Hilde Holovsky                                       | Fritzi Burger                                        |
| 1932      | Montreal                                             | Sonja Henie                                          | Fritzi Burger                                        | Constance Wilson-Samuel                              |
| 1933      | Stockholm                                            | Sonja Henie                                          | Vivi-Anne Hultén                                     | Hilde Holovsky                                       |
| 1934      | Oslo                                                 | Sonja Henie                                          | Megan Taylor                                         | Liselotte Landbeck                                   |
| 1935      | Wenen                                                | Sonja Henie                                          | Cecilia Colledge                                     | Vivi-Anne Hultén                                     |
| 1936      | Parijs                                               | Sonja Henie                                          | Megan Taylor                                         | Vivi-Anne Hultén                                     |
| 1937      | Londen                                               | Cecilia Colledge                                     | Megan Taylor                                         | Vivi-Anne Hultén                                     |
| 1938      | Stockholm                                            | Megan Taylor                                         | Cecilia Colledge                                     | Hedy Stenuf                                          |
| 1939      | Praag                                                | Megan Taylor                                         | Hedy Stenuf                                          | Daphne Walker                                        |
| 1940-1946 | Geen kampioenschappen wegens de Tweede Wereldoorlog. | Geen kampioenschappen wegens de Tweede Wereldoorlog. | Geen kampioenschappen wegens de Tweede Wereldoorlog. | Geen kampioenschappen wegens de Tweede Wereldoorlog. |
| 1947      | Stockholm                                            | Barbara Ann Scott                                    | Daphne Walker                                        | Gretchen Merrill                                     |
| 1948      | Davos                                                | Barbara Ann Scott                                    | Eva Pawlik                                           | Jiřina Nekolová                                      |
| 1949      | Parijs                                               | Alena Vrzáňová                                       | Yvonne Sherman                                       | Jeannette Altwegg                                    |
| 1950      | Londen                                               | Alena Vrzáňová                                       | Jeannette Altwegg                                    | Yvonne Sherman                                       |
| 1951      | Milaan                                               | Jeannette Altwegg                                    | Jacqueline du Bief                                   | Sonya Klopfer                                        |
| 1952      | Parijs                                               | Jacqueline du Bief                                   | Sonya Klopfer                                        | Virginia Baxter                                      |
| 1953      | Davos                                                | Tenley Albright                                      | Gundi Busch                                          | Valda Osborn                                         |
| 1954      | Oslo                                                 | Gundi Busch                                          | Tenley Albright                                      | Erica Batchelor                                      |
| 1955      | Wenen                                                | Tenley Albright                                      | Carol Heiss                                          | Hanna Eigel                                          |
| 1956      | Garmisch-Partenkirchen                               | Carol Heiss                                          | Tenley Albright                                      | Ingrid Wendl                                         |
| 1957      | Colorado Springs                                     | Carol Heiss                                          | Hanna Eigel                                          | Ingrid Wendl                                         |
| 1958      | Parijs                                               | Carol Heiss                                          | Ingrid Wendl                                         | Hanna Walter                                         |
| 1959      | Colorado Springs                                     | Carol Heiss                                          | Hanna Walter                                         | Sjoukje Dijkstra                                     |
| 1960      | Vancouver                                            | Carol Heiss                                          | Sjoukje Dijkstra                                     | Barbara Ann Roles                                    |
| 1961      | Afgelast vanwege de Sabena-vlucht 548 vliegtuigramp. | Afgelast vanwege de Sabena-vlucht 548 vliegtuigramp. | Afgelast vanwege de Sabena-vlucht 548 vliegtuigramp. | Afgelast vanwege de Sabena-vlucht 548 vliegtuigramp. |
| 1962      | Praag                                                | Sjoukje Dijkstra                                     | Wendy Griner                                         | Regine Heitzer                                       |
| 1963      | Cortina d'Ampezzo                                    | Sjoukje Dijkstra                                     | Regine Heitzer                                       | Nicole Hassler                                       |
| 1964      | Dortmund                                             | Sjoukje Dijkstra                                     | Regine Heitzer                                       | Petra Burka                                          |
| 1965      | Colorado Springs                                     | Petra Burka                                          | Regine Heitzer                                       | Peggy Fleming                                        |
| 1966      | Davos                                                | Peggy Fleming                                        | Gabriele Seyfert                                     | Petra Burka                                          |
| 1967      | Wenen                                                | Peggy Fleming                                        | Gabriele Seyfert                                     | Hana Mašková                                         |
| 1968      | Genève                                               | Peggy Fleming                                        | Gabriele Seyfert                                     | Hana Mašková                                         |
| 1969      | Colorado Springs                                     | Gabriele Seyfert                                     | Beatrix Schuba                                       | Zsuzsa Almassy                                       |
| 1970      | Ljubljana                                            | Gabriele Seyfert                                     | Beatrix Schuba                                       | Julie Lynn Holmes                                    |
| 1971      | Lyon                                                 | Beatrix Schuba                                       | Julie Lynn Holmes                                    | Karen Magnussen                                      |
| 1972      | Calgary                                              | Beatrix Schuba                                       | Karen Magnussen                                      | Janet Lynn                                           |
| 1973      | Bratislava                                           | Karen Magnussen                                      | Janet Lynn                                           | Christine Errath                                     |
| 1974      | München                                              | Christine Errath                                     | Dorothy Hamill                                       | Dianne de Leeuw                                      |
| 1975      | Colorado Springs                                     | Dianne de Leeuw                                      | Dorothy Hamill                                       | Christine Errath                                     |
| 1976      | Göteborg                                             | Dorothy Hamill                                       | Christine Errath                                     | Dianne de Leeuw                                      |
| 1977      | Tokio                                                | Linda Fratianne                                      | Anett Pötzsch                                        | Dagmar Lurz                                          |
| 1978      | Ottawa                                               | Anett Pötzsch                                        | Linda Fratianne                                      | Susanna Driano                                       |
| 1979      | Wenen                                                | Linda Fratianne                                      | Anett Pötzsch                                        | Emi Watanabe                                         |
| 1980      | Dortmund                                             | Anett Pötzsch                                        | Dagmar Lurz                                          | Linda Fratianne                                      |
| 1981      | Hartford                                             | Denise Biellmann                                     | Elaine Zayak                                         | Claudia Kristofics-Binder                            |
| 1982      | Kopenhagen                                           | Elaine Zayak                                         | Katarina Witt                                        | Claudia Kristofics-Binder                            |
| 1983      | Helsinki                                             | Rosalynn Sumners                                     | Claudia Leistner                                     | Elena Vodorezova                                     |
| 1984      | Ottawa                                               | Katarina Witt                                        | Anna Kondrashova                                     | Elaine Zayak                                         |
| 1985      | Tokio                                                | Katarina Witt                                        | Kira Ivanova                                         | Tiffany Chin                                         |
| 1986      | Genève                                               | Debi Thomas                                          | Katarina Witt                                        | Tiffany Chin                                         |
| 1987      | Cincinnati                                           | Katarina Witt                                        | Debi Thomas                                          | Caryn Kadavy                                         |
| 1988      | Boedapest                                            | Katarina Witt                                        | Elizabeth Manley                                     | Debi Thomas                                          |
| 1989      | Parijs                                               | Midori Ito                                           | Claudia Leistner                                     | Jill Trenary                                         |
| 1990      | Halifax                                              | Jill Trenary                                         | Midori Ito                                           | Holly Cook                                           |
| 1991      | München                                              | Kristi Yamaguchi                                     | Tonya Harding                                        | Nancy Kerrigan                                       |
| 1992      | Oakland                                              | Kristi Yamaguchi                                     | Nancy Kerrigan                                       | Chen Lu                                              |
| 1993      | Praag                                                | Oksana Baiul                                         | Surya Bonaly                                         | Chen Lu                                              |
| 1994      | Chiba                                                | Yuka Sato                                            | Surya Bonaly                                         | Tanja Szewczenko                                     |
| 1995      | Birmingham                                           | Chen Lu                                              | Surya Bonaly                                         | Nicole Bobek                                         |
| 1996      | Edmonton                                             | Michelle Kwan                                        | Chen Lu                                              | Irina Sloetskaja                                     |
| 1997      | Lausanne                                             | Tara Lipinski                                        | Michelle Kwan                                        | Vanessa Gusmeroli                                    |
| 1998      | Minneapolis                                          | Michelle Kwan                                        | Irina Sloetskaja                                     | Maria Boetyrskaja                                    |
| 1999      | Helsinki                                             | Maria Boetyrskaja                                    | Michelle Kwan                                        | Julia Soldatova                                      |
| 2000      | Nice                                                 | Michelle Kwan                                        | Irina Sloetskaja                                     | Maria Boetyrskaja                                    |
| 2001      | Vancouver                                            | Michelle Kwan                                        | Irina Sloetskaja                                     | Sarah Hughes                                         |
| 2002      | Nagano                                               | Irina Sloetskaja                                     | Michelle Kwan                                        | Fumie Suguri                                         |
| 2003      | Washington D.C.                                      | Michelle Kwan                                        | Jelena Sokolova                                      | Fumie Suguri                                         |
| 2004      | Dortmund                                             | Shizuka Arakawa                                      | Sasha Cohen                                          | Michelle Kwan                                        |
| 2005      | Moskou                                               | Irina Sloetskaja                                     | Sasha Cohen                                          | Carolina Kostner                                     |
| 2006      | Calgary                                              | Kimmie Meissner                                      | Fumie Suguri                                         | Sasha Cohen                                          |
| 2007      | Tokio                                                | Miki Ando                                            | Mao Asada                                            | Kim Yu-na                                            |
| 2008      | Göteborg                                             | Mao Asada                                            | Carolina Kostner                                     | Kim Yu-na                                            |
| 2009      | Los Angeles                                          | Kim Yu-na                                            | Joannie Rochette                                     | Miki Ando                                            |
| 2010      | Turijn                                               | Mao Asada                                            | Kim Yu-na                                            | Laura Lepistö                                        |
| 2011      | Moskou                                               | Miki Ando                                            | Kim Yu-na                                            | Carolina Kostner                                     |
| 2012      | Nice                                                 | Carolina Kostner                                     | Alena Leonova                                        | Akiko Suzuki                                         |
| 2013      | London                                               | Kim Yu-na                                            | Carolina Kostner                                     | Mao Asada                                            |
| 2014      | Saitama                                              | Mao Asada                                            | Joelija Lipnitskaja                                  | Carolina Kostner                                     |
| 2015      | Shanghai                                             | Jelizaveta Toektamisjeva                             | Satoko Miyahara                                      | Jelena Radionova                                     |
| 2016      | Boston                                               | Jevgenia Medvedeva                                   | Ashley Wagner                                        | Anna Pogorilaja                                      |
| 2017      | Helsinki                                             | Jevgenia Medvedeva                                   | Kaetlyn Osmond                                       | Gabrielle Daleman                                    |
| 2018      | Milaan                                               | Kaetlyn Osmond                                       | Wakaba Higuchi                                       | Satoko Miyahara                                      |
| 2019      | Saitama                                              | Alina Zagitova                                       | Jelizabet Toersynbajeva                              | Jevgenia Medvedeva                                   |
| 2020      | Afgelast naar aanleiding van de coronapandemie.      | Afgelast naar aanleiding van de coronapandemie.      | Afgelast naar aanleiding van de coronapandemie.      | Afgelast naar aanleiding van de coronapandemie.      |
| 2021      | Stockholm                                            | * Anna Sjtsjerbakova                                 | * Jelizaveta Toektamisjeva                           | * Aleksandra Troesova                                |
| 2022      | Montpellier                                          | Kaori Sakamoto                                       | Loena Hendrickx                                      | Alysa Liu                                            |
| 2023      | Saitama                                              | Kaori Sakamoto                                       | Lee Hae-in                                           | Loena Hendrickx                                      |
| 2024      | Montréal                                             | Kaori Sakamoto                                       | Isabeau Levito                                       | Kim Chae-yeon                                        |
| 2025      | Boston                                               | Alysa Liu                                            | Kaori Sakamoto                                       | Mone Chiba                                           |

* 2021: Het Russische trio kwamen officieel onder de vlag van de Russische kunstschaatsfederatie (FSR) uit.

## Medailleklassement per land
| #  | Land             | Goud | Zilver | Brons | Totaal |
| -- | ---------------- | ---- | ------ | ----- | ------ |
| 1  | Verenigde Staten | 26   | 22     | 24    | 072    |
| 2  | Noorwegen        | 10   | 01     | 02    | 013    |
| 3  | Oost-Duitsland   | 09   | 08     | 02    | 019    |
| 4  | Rusland *        | 08   | 07     | 08    | 023    |
| 5  | Japan            | 08   | 05     | 07    | 020    |
| 6  | Oostenrijk       | 07   | 17     | 12    | 036    |
| 7  | Hongarije        | 07   | 01     | 03    | 011    |
| 8  | Groot-Brittannië | 06   | 09     | 07    | 022    |
| 9  | Canada           | 05   | 06     | 05    | 016    |
| 10 | Nederland        | 04   | 01     | 03    | 008    |
| 11 | Zuid-Korea       | 02   | 02     | 02    | 006    |
| 12 | Tsjechoslowakije | 02   | 0      | 03    | 005    |
| 13 | (West-)Duitsland | 01   | 08     | 04    | 013    |
| 14 | Frankrijk        | 01   | 04     | 02    | 007    |
| 15 | Italië           | 01   | 02     | 04    | 007    |
| 16 | China            | 01   | 01     | 02    | 004    |
| 17 | Zwitserland      | 01   | 0      | 0     | 001    |
| "  | Oekraïne         | 01   | 0      | 0     | 001    |
| 19 | Zweden           | 0    | 02     | 05    | 007    |
| 20 | Sovjet-Unie      | 0    | 02     | 0     | 002    |
| 21 | België           | 0    | 1      | 1     | 2      |
| 22 | Kazachstan       | 0    | 01     | 0     | 001    |
| 23 | Finland          | 0    | 0      | 01    | 001    |
|    |                  |      |        |       |        |

* inclusief 1x goud, 1x zilver en 1x brons 2021 (FSR, Russische kunstschaatsfederatie)
Medaillewinnaars

Mannen · 
Vrouwen ·
Paren · 
IJsdansen

 Toernooi

1896 · 
1897 · 
1898 · 
1899 · 
1900 · 
1901 · 
1902 · 
1903 · 
1904 · 
1905 · 
1906 · 
1907 · 
1908 · 
1909 · 
1910 · 
1911 · 
1912 · 
1913 · 
1914 · 
1915-1921 · 
1922 · 
1923 · 
1924 · 
1925 · 
1926 · 
1927 · 
1928 · 
1929 · 
1930 · 
1931 · 
1932 · 
1933 · 
1934 · 
1935 · 
1936 · 
1937 · 
1938 · 
1939 ·
1940-1946 · 
1947 · 
1948 · 
1949 · 
1950 · 
1951 · 
1952 · 
1953 · 
1954 · 
1955 · 
1956 · 
1957 · 
1958 · 
1959 · 
1960 · 
1961 · 
1962 · 
1963 · 
1964 · 
1965 · 
1966 · 
1967 · 
1968 · 
1969 · 
1970 · 
1971 · 
1972 · 
1973 · 
1974 · 
1975 · 
1976 · 
1977 · 
1978 · 
1979 · 
1980 · 
1981 · 
1982 · 
1983 · 
1984 · 
1985 · 
1986 · 
1987 · 
1988 · 
1989 · 
1990 · 
1991 · 
1992 · 
1993 · 
1994 · 
1995 ·
1996 · 
1997 · 
1998 · 
1999 · 
2000 · 
2001 · 
2002 · 
2003 · 
2004 · 
2005 · 
2006 ·
2007 ·
2008 ·
2009 ·
2010 ·
2011 ·
2012 ·
2013 ·
2014 ·
2015 ·
2016 ·
2017 ·
2018 ·
2019 · 
2020 · 
2021 ·
2022 ·
2023 ·
2024

 ISU-kampioenschappen

WK kunstschaatsen junioren ·
EK kunstschaatsen ·
Viercontinentenkampioenschap ·
Olympische Spelen